# Borżawa (rzeka)
Borżawa (ukr. Боржава, węg. Borzsa) – rzeka na ukraińskim Zakarpaciu, w dorzeczu Cisy. Długość – 106 km, powierzchnia zlewni – 1 360 km². 
Źródła Borżawy znajdują się na południowych stokach szczytu Stohy w paśmie Połoniny Borżawy. W górnym odcinku rzeka przecina to pasmo, płynąc na południowy wschód V-kształtną doliną o szerokości 40-900 m. Kolejny odcinek Borżawy wyznacza granicę między Połoniną Borżawą a pasmem Bużory. W okolicy wsi Dołhe Borżawa skręca na południowy zachód. Na tym odcinku jej dolina znacznie się poszerza i rozdziela pasma Bużory i Tupego. Dalej rzeka wypływa na Nizinę Zakarpacką, gdzie nabiera charakteru nizinnego. Przepływa kilka kilometrów na południe od miasteczka Irszawa, po czym przyjmuje swój największy dopływ o tej samej nazwie. Uchodzi do Cisy koło wsi Wary, niedaleko miasta Berehowo.
Od rzeki swą nazwę wzięła Borżawśka kolej wąskotorowa.